# Вулканогенно-осадові породи
Вулканогенно-осадові породи (рос. вулканогенно-осадочные породы, англ. volcanogenic sedimentary rocks; нім. vulkanosedimentäre Gesteine n pl) — гірські породи, що складаються з вулканічного і осадового матеріалу. Поділяються на вулканогенно-уламкові і хемогенні. Основний вулканічний компонент вулканогенно-уламкових порід — пірокластичний матеріал експлозивних вивержень вулканів, що утворюється внаслідок дроблення рідкої лави вулканічними вибухами і гірських порід, які складають власне вулкан.
В залежності від кількості вулканічного матеріалу серед зцементованих вулканогенно-уламкових порід розрізняють :
- понад 50 % пірокластичного матеріалу — туфіти;
- менше 50 %: туфопеліти (з пелітом), туфоалевроліти (з алевролітом), туфопісковики (з піском), туфоґравеліти (з гравієм), туфоконґломерати (з галькою).

За розміром уламків туфи та туфіти поділяють на пелітові (менше 0,01 мм), алевритові (0,01-0,1 мм), псамітові (0,1-2 мм) і псефітові (2-200 мм і більше).
Хемогенні вулканогенно-осадові породи — це осади з розчинів вулканогенних речовин.
Всі ці породи характеризуються уламковою структурою та щільно зцементованою, іноді шаруватою, текстурою.